# Arrondissement de Ruão
O Arrondissement de Ruão é uma divisão administrativa francesa, localizada no departamento do Sena Marítimo e a região da Normandia.

## Composição
Lista de cantões do arrondissement de Ruão :
- Cantão de Bois-Guillaume;
- Cantão de Boos;
- Cantão de Buchy;
- Cantão de Caudebec-en-Caux;
- Cantão de Caudebec-lès-Elbeuf;
- Cantão de Clères;
- Cantão de Darnétal;
- Cantão de Doudeville;
- Cantão de Duclair;
- Cantão de Elbeuf;
- Cantão de Grand-Couronne;
- Cantão de Grand-Quevilly;
- Cantão de Petit-Quevilly;
- Cantão de Maromme;
- Cantão de Mont-Saint-Aignan;
- Cantão de Notre-Dame de Bondeville;
- Cantão de Pavilly;
- Cantão de Ruão-1;
- Cantão de Ruão-2;
- Cantão de Ruão-3;
- Cantão de Saint-Étienne-du-Rouvray;
- Cantão de Sotteville-lès-Rouen-Est;
- Cantão de Sotteville-lès-Rouen-Ouest;
- Cantão de Yerville;
- Cantão de Yvetot.